# Parada (Oza-Cesuras)
Parada (llamada oficialmente Santo Estevo de Parada) es una parroquia y lugar español del municipio de Oza-Cesuras, en la provincia de La Coruña, Galicia.

## Entidades de población
Entidades de población que forman parte de la parroquia:
- Avieira (A Avieira)
- Fraís
- Enjertado (O Enxertado)
- Outeiro (O Outeiro)
- Parada
- O Barreiro
- As Curuxeiras
- O Fontá
- A Penexa

## Demografía

### Parroquia
| Gráfica de evolución demográfica de Parada (parroquia) entre 2000 y 2019 |
|                                                                          |
| Datos según el nomenclátor publicado por el INE.                         |

### Lugar
| Gráfica de evolución demográfica de Parada (lugar) entre 2000 y 2019 |
|                                                                      |
| Datos según el nomenclátor publicado por el INE.                     |